# Хаджиев, Константин Ильич
Хаджиев Константин Ильич (1911—1977) — капитан Рабоче-крестьянской Красной армии, участник Великой Отечественной войны, Герой Советского Союза (1945).

## Биография
Хаджиев Константин Ильич родился 5 (18) мая 1911 года в селе Мадан (Ленрудники) Борчалинского уезда Тифлисской губернии в семье рабочего. По национальности грек. Окончил среднюю школу. В Красной армии с 1930 года. Окончил военное пехотное училище в 1940 году. На фронтах Великой Отечественной войны с августа 1941 года. После войны капитан Хаджиев — в запасе. Жил в Ереване. Умер 3 июня 1977 года. Похоронен в родном селе Мадан (Ленрудники) Туманянского района. Там же в честь его возведён памятник.

## Подвиг
Командир взвода 8-й стрелковой роты 1001-го стрелкового полка 279-й стрелковой Лисичанской Краснознамённой дивизии 51-й армии старший лейтенант Хаджиев в начале мая 1944 года в боях в районе Мекензиевых высот (на подступах к городу Севастополь) заменил выбывшего из строя командира роты, отбив с ней 11 контратак противника. Продолжая развивать наступление, 9 мая 1944 года первым со своей ротой вышел к Северной бухте города. Рота захватила три склада с боеприпасами и продовольствием, двенадцать орудий, шесть миномётов, пятнадцать автомашин с воинским снаряжением. Лично водрузил Красное знамя на крыше здания морского училища.
Указом Президиума Верховного Совета СССР от 24 марта 1945 года за мужество, отвагу и героизм, проявленные в борьбе с немецко-фашистскими захватчиками, старшему лейтенанту Хаджиеву Константину Ильичу присвоено звание Героя Советского Союза с вручением ордена Ленина и медали «Золотая Звезда» (№ 8908).

## Награды
Награждён орденом Ленина (24.3.1945), орденом Красного Знамени, двумя орденами Красной Звезды и медалями.